# 순천 송광사 목조석가여래삼존상 및 소조16나한상 일괄
순천 송광사 목조석가여래삼존상 및 소조16나한상 일괄(順天 松廣寺 木造釋迦如來三尊像 및 塑造十六羅漢像 一括)은 전라남도 순천시 송광면 송광사에 있는 불상이다. 2008년 3월 12일 대한민국의 보물 제1549호로 지정되었다.

## 개요
송광사 응진당에는 석가여래삼존상을 비롯하여, 아난·가섭존자 그리고 16나한, 제석천, 범천, 인왕, 사자를 모두를 갖춘 27구의 상들이 봉안되어 있다. 미륵보살입상을 제외한 26구의 상들은 17세기 전라도 지역에서 활동하던 응원(應元)을 비롯한 조각승들이 조성한 상으로 알려져 있으며, 사자상(使者像) 대좌의 명문을 통해서 1624년(인조 2)에 제작되었음을 알 수 있다.
삼존상은 석가와 미륵, 제화갈라보살로 구성된 수기삼존형식으로 조선시대 삼세불상의 대표적인 도상이다. 본존상은 수종사 불감에서 발견된 15세기 금동불좌상과 같은 조선전기의 조각전통을 계승하면서 얼굴표정이 온화하고 신체가 부드럽고 양감이 강조되었으며, 전체적으로 안정 감이 있어 17세기 전반기 조각으로서는 우수하다고 할 수 있다. 십육나한상들은 목심소조(木心 塑造)로 제작되었는데, 지금까지 전해오는 고려와 조선전기의 16나한상 조각이 온전하게 전해지는 경우가 거의 없으며 이 송광사 16나한상들은 16존이 모두 갖춰져 있어 그 가치가 더욱 높다.

## 목록
| 연번 | 그림 | 명칭              | 규격(cm)                | 재질 |
| ---- | ---- | ----------------- | ----------------------- | ---- |
| 1    |      | 목조석가여래좌상  | 높이 67.5, 무릎폭 52.3  | 나무 |
| 2    |      | 제화갈라 보살입상 | 높이 90, 무릎폭 22.5    | 나무 |
| 3    |      | 아난존자입상      | 높이 91.5, 어깨폭 22.3  | 흙   |
| 4    |      | 가섭존자입상      | 높이 91.5, 어깨폭 24.2  | 흙   |
| 5    |      | 제석천의좌상      | 높이 76, 무릎폭 21.4    | 흙   |
| 6    |      | 범천의좌상        | 높이 76, 무릎폭 22.2    | 흙   |
| 7    |      | 나한상(우1)       | 높이 72.5, 무릎폭 31.6  | 흙   |
| 8    |      | 나한상(우2)       | 높이 91, 어깨폭 21.2    | 흙   |
| 9    |      | 나한상(우3)       | 높이 77, 무릎폭 19.6    | 흙   |
| 10   |      | 나한상(우4)       | 높이 77, 무릎폭 29.7    | 흙   |
| 11   |      | 나한상(우5)       | 높이 77, 무릎폭 29.7    | 흙   |
| 12   |      | 나한상(우6)       | 높이 78.5, 무릎폭 37    | 흙   |
| 13   |      | 나한상(우7)       | 높이 75, 무릎폭 37.5    | 흙   |
| 14   |      | 나한상(우8)       | 높이 79, 무릎폭 30.5    | 흙   |
| 15   |      | 나한상(좌1)       | 높이 76.9, 무릎폭 22.5  | 흙   |
| 16   |      | 나한상(좌2)       | 높이 78, 무릎폭 25.4    | 흙   |
| 17   |      | 나한상(좌3)       | 높이 78, 무릎폭 25.4    | 흙   |
| 18   |      | 나한상(좌4)       | 높이 76.2, 무릎폭 21    | 흙   |
| 19   |      | 나한상(좌5)       | 높이 72, 무릎폭 36      | 흙   |
| 20   |      | 나한상(좌6)       | 높이 75.8, 무릎폭 34.7  | 흙   |
| 21   |      | 나한상(좌7)       | 높이 72, 무릎폭 38.5    | 흙   |
| 22   |      | 나한상(좌8)       | 높이 76, 무릎폭 40      | 흙   |
| 23   |      | 사자상(우)        | 높이 92, 어깨폭 17.6,   | 흙   |
| 24   |      | 사자상(좌)        | 높이 90, 어깨폭 19.5,   | 흙   |
| 25   |      | 인왕상(우)        | 높이 104, 어깨폭 22.7   | 흙   |
| 26   |      | 인왕상(좌)        | 높이 102.7, 어깨폭 19.5 | 흙   |

## 같이 보기
- 송광사
- 십육나한상

## 참고 자료
- 순천 송광사 목조석가여래삼존상 및 소조16나한상 일괄 - 국가유산청 국가유산포털